# Saskatoon
(För busken saskatoon och dess bär, se Bärhäggmispel)

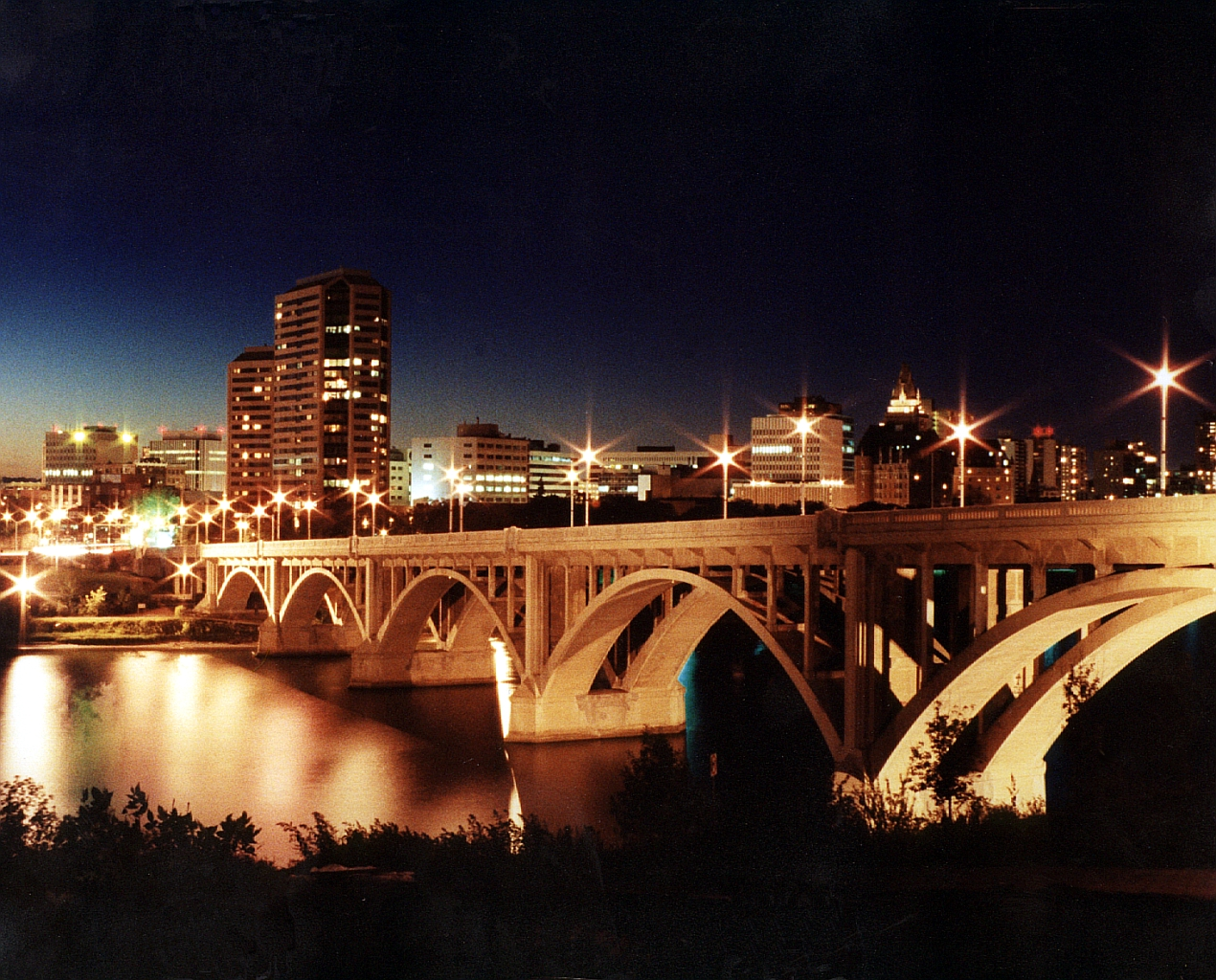
Saskatoon nattetid

Saskatoon är en stad i provinsen Saskatchewan i centrala Kanada med 233 923 invånare (2007) . Saskatoon har sedan mitten på 1980-talet varit Saskatchewans största stad, då Saskatoon växte om provinshuvudstaden Regina.

## Historik
1882 fick Temperance Colonization Society landrättigheter till 21 landområden längs South Saskatchewan River, mellan dagens Warman och Dundurn. Gruppen var motståndare till alkohol och ville skapa en alkoholfri bosättning i denna prärieregion. Året därpå kom de första bosättarna, ledda av John Neilson Lake, till området.

## Vänorter
- Köln, Tyskland
- Shijiazhuang, Kina
- Tammerfors, Finland
- Umeå, Sverige

## Fotnoter
1. ↑  Avser Metropolitan area, dvs inklusive kranskommuner som formellt sitter ihop med själva Saskatoons tätortsområde. City of Saskatoon har 202 340 invånare.
2. 1 2 3  ”A History of Saskatoon to 1914”. web.archive.org. 1 juli 2005. Arkiverad från originalet den 3 oktober 2006. https://web.archive.org/web/20061003192952/http://www.saskatoon100.ca/docs/SaskatoonHistoryto1914.pdf. Läst 4 april 2009.